# Гаглоева, Ирина Юрьевна
Ири́на Ю́рьевна Гагло́ева (осет. Гаглойты Юрийы чызг Иринæ; род. 25 июня 1959) — министр печати и массовых коммуникаций Южной Осетии (2008—2009). Президент южноосетинского медиа-центра «Ир» (с 2010).

## Биография
Ирина Юрьевна Гаглоева родилась 25 июня 1959 года. Окончила цхинвальскую среднюю школу № 7, затем — исторический факультет Московского государственного университета имени Ломоносова. Вернувшись в Цхинвали, работала в комсомоле, преподавала в гимназии «Рухс» и в Южно-осетинском государственном педагогическом институте, который впоследствии был переименован в Юго-Осетинский государственный университет.
В 2002 году Гаглоева была назначена председателем государственного комитета информации и печати Южной Осетии. На этом посту она координировала деятельность печатных изданий, радиостанций и телевидения непризнанной республики; кроме того, Гаглоева регулярно озвучивала в СМИ позицию правительства Южной Осетии по различным общественно-политическим и экономическим вопросам, а также информировала общественность о текущей деятельности правительства.
Работа Гаглоевой на посту координатора южноосетинских СМИ пришлась на период очередного обострения отношений между Южной Осетией и Грузией. Летом 2004 года отношения между грузинской и южноосетинской сторонами ужесточились настолько, что в июле Гаглоева говорила об «операциях по зачистке нашей территории от бандитов, которые носят форму грузинских миротворцев», а в августе заявляла, что «в Южной Осетии началась натуральная война», и даже сообщала 19 августа 2004 года о попытках штурма Цхинвали грузинскими подразделениями. Тем не менее в последующие месяцы конфликт был разрешён, и в ноябре 2004 года президент Южной Осетии Эдуард Кокойты и премьер-министр Грузии Зураб Жвания договорились о демилитаризации зоны конфликта; при этом, как сообщала Гаглоева со ссылкой на Кокойты, грузинская сторона «признала ответственность за события лета 2004 года».
В 2005 году президент Грузии Михаил Саакашвили предложил Южной Осетии широкую автономию, а в конце года грузинская сторона выдвинула план, предусматривавший последовательное решение военных, экономических и политических вопросов, связанных с конфликтом. Но после того как министр иностранных дел России Сергей Лавров поддержал этот план, Гаглоева неожиданно выступила с критикой российской позиции, заявив: «Мы удивлены позицией Москвы, поскольку мы граждане России. Лавров может подписывать различные соглашения, но он нам не указ. У нас есть собственное видение многих проблем». Спустя полгода, в июне 2006 года официальный представитель МИД России Михаил Камынин неожиданно провозгласил, что «в Москве уважают принцип территориальной целостности, но отмечают, что право Южной Осетии на самоопределение является не менее уважаемым в мире принципом», на что Гаглоева ответила: «Мы всегда ждали таких слов из Москвы. Наше желание объединиться с Северной Осетией и вместе быть в составе России — это ведь тоже форма самоопределения нашей республики».
3 сентября 2006 года Гаглоева сообщила СМИ, что силами ПВО Южной Осетии был обстрелян вертолёт МВД Грузии, нарушивший воздушное пространство республики. После обстрела вертолёт некоторое время находился в режиме падения, однако смог приземлиться, не потерпев серьёзной аварии. Впоследствии выяснилось, что на борту вертолёта находился министр обороны Грузии Ираклий Окруашвили.
С сентября 2006 года Гаглоева активно участвовала в подготовке к назначенным на 12 ноября выборам президента и референдуму, на котором перед жителями республики был поставлен вопрос о независимости от Грузии и последующем возможном присоединении к России. 12 ноября, в середине дня, Гаглоева сообщила СМИ, что референдум и выборы состоялись — на тот момент проголосовало 64 процента избирателей, при требуемой явке в 50 процентов. Впоследствии также было объявлено, что 99 процентов проголосовавших жителей Южной Осетии высказались за независимость непризнанной республики от Грузии. При этом явка избирателей составила 95,2 процента. Лидером Южной Осетии во второй раз (после 2001 года) был избран Кокойты, набравший 96 процентов голосов избирателей. Референдум и выборы не были признаны международным сообществом.
16 ноября в СМИ появились сообщения о произошедшем покушении на Гаглоеву. Первоначально власти непризнанной республики утверждали, что в окно дома чиновника неизвестные бросили взрывпакет. Впоследствии, однако, они опровергли это сообщение, заявив, что в окно был брошен камень, в результате чего женщина была ранена осколками стекла. С незначительными ранениями Гаглоева была доставлена в больницу. Представители Южной Осетии назвали случившееся актом запугивании со стороны Тбилиси, грузинские власти — хулиганской выходкой.
В январе 2007 года в одном из интервью Гаглоева сформулировала недостатки южноосетинской прессы, отметив отсутствие системной конструктивной критики при наличии некоторого количества проблем и недостаточное «интеллектуальное наполнение» СМИ республики. Ранее, в 2005 году, Гаглоева также признавала отсутствие в Южной Осетии независимой прессы, а в 2006 году она отметила появление в республике первой независимой газеты «21 век».
На протяжении 2006—2008 годов Гаглоева регулярно сообщала об обстрелах южноосетинских населённых пунктов и диверсиях, осуществлявшихся грузинскими силами. Во многих случаях грузинская сторона объявляла сообщения Гаглоевой дезинформацией и провокацией. Со своей стороны Гаглоева также оценивала многие сообщения, поступавшие с грузинской стороны и передаваемые западной прессой, как дезинформацию. Одновременно с этим она негативно отзывалась о позиции западных государств по отношению к проблеме независимости Южной Осетии и Абхазии, назвав эту позицию в феврале 2008 года «защитой целостности геноцидных государств».

### В ходе войны в Грузии
В августе 2008 года обострились отношения между Грузией с одной стороны и Южной Осетией и Россией с другой. 1 августа Гаглоева назвала происходящее «снайперской войной», а 6 и 7 августа после нескольких дней взаимных обстрелов Гаглоева заявила о бое, в ходе которого южноосетинские подразделения вытеснили грузинские формирования с одной из высот около Цхинвали. Утром 8 августа Гаглоева заявила о начале штурма Цхинвали грузинскими подразделениями и возложила ответственность за пролитую кровь на режим Саакашвили и страны, которые этот режим вооружали. Примерно в это же время Россия ввела в Южную Осетию свои войска, которые 10 августа заняли Цхинвали, а затем некоторое время занимали отдельные населённые пункты на севере Грузии. Одним из результатов войны стало признание независимости Южной Осетии Россией 26 августа 2008 года.
Утром 9 августа 2008 года Гаглоева заявила, что к этому времени количество погибших в Цхинвали составило около 1600 человек, а 20 августа заявила, что в ходе нападения Грузии на Южную Осетию в Цхинвали и его пригородах погибли 1492 человека,. Впоследствии следственный комитет при прокуратуре РФ признал, что в результате грузинских действий в Южной Осетии погибли 162 человека. 11 августа Гаглоева также заявила о том, что в ходе боевых действий грузинская армия взорвала тридцать женщин и детей в одной из православных церквей, однако проведённое в октябре того же года правозащитниками расследование этого инцидента озвученную Гаглоевой информацию не подтвердило.

### Дальнейшие события
31 октября 2008 года президент Кокойты подписал указ, изменивший структуру правительства Южной Осетии. В соответствии с этим указом, в частности, государственный комитет информации и печати был преобразован в министерство печати и массовых коммуникаций, главой которого стала Гаглоева. В ноябре того же года она вошла также в созданный Кокойты президиум правительства Южной Осетии.
Весной — летом 2009 года в Южной Осетии обсуждалась вероятность отставки Гаглоевой, которая заявила, что не видит в этом «ничего экстраординарного».
В августе 2009 года приказом Кокойты о реорганизации правительства Южной Осетии министерство печати и массовых коммуникаций было упразднено, его функции и функции ряда других ведомств были переданы министерству экономического развития и государственному комитету информации, связи и массовых коммуникаций Южной Осетии, председателем которого стал Георгий Кабисов.
В сентябре 2009 года Гаглоева сообщила о намерении Южной Осетии и Абхазии запустить совместный информационный проект с «акцентом на западные страны».
В марте 2010 года в республике был создан Медиа-центр «Ир», председателем которого стала Гаглоева. Целью нового проекта было «привлечь большее внимание к Южной Осетии, внутренним процессам, культуре республики, укрепить связи информационных ресурсов РФ и Южной Осетии и направить общие возможности на создание позитивного и объективного образа республики».
В интервью Гаглоева заявляла, что собственной семьи не имеет.

## Награды
- Югоосетинские:
  - Орден Почёта (2008)[59]
  - Орден Дружбы (2019)[60]
- Медаль Российской Федерации «За принуждение к миру»[61].